# Pico de las Nieves
Pico de las Nieves é a segunda montanha mais alta da ilha Gran Canaria, nas Ilhas Canárias, Espanha. Alcança 1956 m de altitude, sendo a 32.ª mais alta do arquipélago. É um estratovulcão.
Tradicionalmente, foi estabelecido que o Pico de las Nieves é a altitude máxima da ilha de Gran Canaria, mas isso é incerto, já que é na verdade o Morro de la Agujereada com 1 956 metros, que fica ao lado do Pico de las Nieves. 

## Localização
O cume fica situado no centro geográfico da ilha formando o limite dos municípios de San Bartolomé de Tirajana, Vega de San Mateo e Tejeda. O seu perímetro está incluído em diferentes espaços protegidos como a "Paisaje protegido de las Cumbres", o "Monumento Natural Riscos de Tirajana" e o "Parque Rural del Nublo". Coroa o bordo meridional da meseta central dos cumes da Gran Canaria, sendo os seus lados norte, este e oeste suaves em contraste com a parte sul que é cortada abruptamente por precipícios de centenas de metros que formam as escarpas da "Caldera" ou depressão de Tirajana. 

## Nota
- O site peaklist.org indica a altitude de 1949 m.[3]